# 로버트 워릭
로버트 워릭(Robert Warwick, 1878년 10월 9일 ~ 1964년 6월 6일)은 미국의 배우, 연극 배우, 텔레비전 배우, 영화배우이다.

## 영화
- 도시가 잠든 사이에 (1956년)
- 실버 로드 (1954년) - 저지 크랜스톤 역
- 용감한 린티 (1954년)
- 모든 깃발을 향하여 (1952년)
- 벤데타 (1950년)
- 프란시스 (1950년)
- 고독한 영혼 (1950년) - 찰리 워터맨 역
- 타잔과 노예 소녀 (1950년)
- 여인의 비밀 (1949년)
- 돈 쥬앙의 모험 (1948년)
- 크리미널 코트 (1946년)
- 키스밋(영어판) (1944년)
- 정복 영웅의 환영 (1944년)
- 딕시 (1943년)
- 더 플릿츠 인 (1942년)
- 팜 비치 스토리 (1942년)
- 내 사랑 마녀 (1942년) - J.B. 매스터슨 역
- 설리반의 여행 (1942년)
- 루이지아나 퍼처스 (1941년)
- 레이디 이브 (1941년)
- 위대한 맥긴티 (1940년)
- 뉴 문 (1940년)
- 시 호크 (1940년)
- 고잉 프레이스 (1938년)
- 봉쇄 명령 (1938년)
- 로빈 훗의 모험 (1938년)
- 왕자와 거지 (1937년)
- 에밀 졸라의 생애 (1937년)
- 이혼 소동 (1937년)
- 조로 - 볼드 카발레로 (1936년)
- 버저런티스 알 커밍 (1936년)
- 메리 오브 스코틀랜드 (1936년)
- 에이스 드러몬드 (1936년)
- 로미오와 줄리엣 (1936년)
- 두 시민 이야기 (1935년)
- 꼬마 대령 (1935년)
- 안나 카레니나 (1935년)
- 클레오파트라 (1934년)
- 순례여행 (1933년)
- 나는 탈옥수 (1932년)
- 어 걸스 폴리 (1917년)